# Nati nel 1973/Marzo
| Questa pagina contiene informazioni ricavate automaticamente dalle voci biografiche con l'ausilio del template Bio e di un bot. L'aggiornamento è periodico e automatico e ricostruisce completamente la pagina. Se manca una persona in questa lista, sei pregato di non aggiungerla, ma accertati piuttosto che la sua voce biografica contenga il template Bio e che i dati anagrafici siano correttamente compilati. Se il template Bio manca, inseriscilo tu stesso o, in alternativa, metti l'avviso {{tmp\|Bio}} che ne segnala la mancanza. Se i dati riportati sono sbagliati, correggi direttamente la voce biografica; le modifiche saranno visibili in questa lista entro pochi giorni. Per chiarimenti vedi il progetto biografie. La lista contiene solo le 348 persone che sono citate nell'enciclopedia e per le quali è stato implementato correttamente il template Bio. Pagina aggiornata al 18 ago 2025. |

- 1º marzo - Sabrina Colle, attrice e modella italiana
- 1º marzo - Jack Davenport, attore britannico
- 1º marzo - Céline Dätwyler, ex sciatrice alpina svizzera
- 1º marzo - Roberto Fineschi, filosofo italiano
- 1º marzo - Giada Gallina, ex velocista italiana
- 1º marzo - Peter Harman, presbitero statunitense
- 1º marzo - Zsolt Hornyák, allenatore di calcio e ex calciatore slovacco
- 1º marzo - Samuel Ipoua, ex calciatore camerunese
- 1º marzo - Joe McDonnell, allenatore di rugby a 15 e ex rugbista a 15 neozelandese
- 1º marzo - Russ Millard, ex cestista statunitense
- 1º marzo - Ahmed El Sakka, attore egiziano
- 1º marzo - Ryan Peake, chitarrista, pianista e cantante canadese
- 1º marzo - Jurģis Pučinskis, allenatore di calcio e ex calciatore lettone
- 1º marzo - Laurence Sailliet, politica e editorialista francese
- 1º marzo - Chris Webber, ex cestista statunitense
- 2 marzo - William Beccaro, giornalista italiano
- 2 marzo - Dejan Bodiroga, ex cestista e dirigente sportivo serbo
- 2 marzo - Valérie Donzelli, regista, attrice e sceneggiatrice francese
- 2 marzo - Max van Heeswijk, ex ciclista su strada olandese
- 2 marzo - Carlos Pinto, allenatore di calcio e ex calciatore portoghese
- 2 marzo - Paul Popowich, attore canadese
- 2 marzo - Trevor Sinclair, ex calciatore inglese
- 2 marzo - Xu Zhiyong, attivista cinese
- 3 marzo - Xavier Bettel, politico lussemburghese
- 3 marzo - Carlo Ferreri, attore e regista italiano
- 3 marzo - Michael Hurst, regista e sceneggiatore britannico
- 3 marzo - Abbas Khider, poeta e scrittore tedesco
- 3 marzo - Alison King, attrice britannica
- 3 marzo - Andrea Maraventano, enigmista italiano
- 3 marzo - Matthew Marsden, attore e cantante britannico
- 3 marzo - Arthur Moses, ex calciatore ghanese
- 3 marzo - Monica Romano, ex cestista italiana
- 3 marzo - Fabrizio Rongione, attore e produttore cinematografico belga
- 3 marzo - Barret Swatek, attrice statunitense
- 3 marzo - Romāns Vainšteins, ex ciclista su strada lettone
- 3 marzo - Tisha Venturini, ex calciatrice statunitense
- 3 marzo - Victoria Zdrok, attrice pornografica e modella ucraina
- 4 marzo - Thomas Andreasen, ex calciatore danese
- 4 marzo - Massimo Brambilla, allenatore di calcio e ex calciatore italiano
- 4 marzo - Penny Mordaunt, politica britannica
- 4 marzo - Iulian Raicea, tiratore a segno rumeno
- 4 marzo - Francisco Serrejón, ex giocatore di calcio a 5 spagnolo
- 4 marzo - Derlis Soto, ex calciatore paraguaiano
- 4 marzo - Len Wiseman, regista, sceneggiatore e produttore cinematografico statunitense
- 5 marzo - Giannīs Anastasiou, allenatore di calcio, dirigente sportivo e ex calciatore greco
- 5 marzo - Hayk Chobanyan, politico armeno
- 5 marzo - Juan Esnáider, allenatore di calcio e ex calciatore argentino
- 5 marzo - Il'šat Fajzulin, ex calciatore russo
- 5 marzo - Paulo Fonseca, allenatore di calcio e ex calciatore portoghese
- 5 marzo - Eva Kristin Hansen, politica norvegese
- 5 marzo - Alan Karam, hockeista su pista e allenatore di hockey su pista brasiliano
- 5 marzo - Mika Laitinen, ex saltatore con gli sci finlandese
- 5 marzo - Lee Joo-hyung, ex ginnasta sudcoreano
- 5 marzo - Dušan Milo, allenatore di hockey su ghiaccio e ex hockeista su ghiaccio slovacco
- 5 marzo - Marzio Morocutti, calciatore svizzero († 2003)
- 5 marzo - Andrea Mutti, fumettista italiano
- 5 marzo - Dumisa Ngobe, ex calciatore sudafricano
- 5 marzo - Davide Nicola, allenatore di calcio e ex calciatore italiano
- 5 marzo - Nicole Pratt, allenatrice di tennis e ex tennista australiana
- 5 marzo - Špela Pretnar, ex sciatrice alpina slovena
- 5 marzo - Karine Salinas, ex pallavolista francese
- 6 marzo - Ryūtarō Arimura, cantante, saggista e modello giapponese
- 6 marzo - Dotsie Bausch, ex pistard statunitense
- 6 marzo - Radim Běleš, atleta paralimpico ceco
- 6 marzo - Michael Finley, ex cestista e produttore cinematografico statunitense
- 6 marzo - Yasushi Fukunaga, ex calciatore giapponese
- 6 marzo - Eric Gobetti, storico italiano
- 6 marzo - Arnar Gunnlaugsson, allenatore di calcio e ex calciatore islandese
- 6 marzo - Bjarki Gunnlaugsson, ex calciatore islandese
- 6 marzo - Kim Byeong-cheol, ex cestista sudcoreano
- 6 marzo - Lee Seo-hwan, attore sudcoreano
- 6 marzo - Peter Lindgren, chitarrista svedese
- 6 marzo - Florin Lupeică, schermidore romeno
- 6 marzo - Greg Ostertag, ex cestista statunitense
- 7 marzo - Fabiano Ballarin, ex calciatore italiano
- 7 marzo - Faysal Ben Ahmed, ex calciatore tunisino
- 7 marzo - Bruno Dorella, musicista e produttore discografico italiano
- 7 marzo - Jay Duplass, regista, sceneggiatore e attore statunitense
- 7 marzo - César Farías, allenatore di calcio venezuelano
- 7 marzo - Laurent Gané, ex pistard francese
- 7 marzo - Andrew Haigh, regista, sceneggiatore e produttore cinematografico britannico
- 7 marzo - Jennifer Hammon, attrice statunitense
- 7 marzo - Sébastien Izambard, cantante francese
- 7 marzo - Tomasz Kłos, allenatore di calcio e ex calciatore polacco
- 7 marzo - Viktorija Leleka, ex cestista ucraina
- 7 marzo - Ray Parlour, ex calciatore inglese
- 7 marzo - Phillip Shearer, ex calciatore britannico
- 7 marzo - Eiji Takemoto, doppiatore giapponese
- 8 marzo - Tiziana Alagia, ex maratoneta italiana
- 8 marzo - Tony Campos, bassista e cantante statunitense
- 8 marzo - Jeroen Delmee, ex hockeista su prato olandese
- 8 marzo - Anneke van Giersbergen, cantante olandese
- 8 marzo - Jahana Hayes, politica e insegnante statunitense
- 8 marzo - Yasuhide Ihara, ex calciatore giapponese
- 8 marzo - Boris Kodjoe, attore e supermodello austriaco
- 8 marzo - Houzan Mahmoud, scrittrice curda
- 8 marzo - Stefan Meissner, allenatore di calcio e ex calciatore tedesco
- 8 marzo - Amel Larrieux, cantautrice e produttrice discografica statunitense
- 9 marzo - Aaron Boone, ex giocatore di baseball e allenatore di baseball statunitense
- 9 marzo - Rona Hartner, attrice, cantante e musicista rumena († 2023)
- 9 marzo - Gary Holt, allenatore di calcio e ex calciatore scozzese
- 9 marzo - Tengiz Iremadze, filosofo georgiano
- 9 marzo - Raffaele Nevi, politico italiano
- 9 marzo - Gianluca Pini, politico italiano
- 9 marzo - David Prinosil, ex tennista tedesco
- 9 marzo - Matteo Salvini, politico italiano
- 9 marzo - Fabio Sguazzero, ex hockeista su ghiaccio italiano
- 9 marzo - Luis Vera, ex calciatore venezuelano
- 10 marzo - Nick Bostrom, filosofo svedese
- 10 marzo - Mauro Casciari, conduttore radiofonico, annunciatore televisivo e personaggio televisivo italiano
- 10 marzo - Chloé Delaume, scrittrice e editrice francese
- 10 marzo - Georg C. F. Greve, programmatore e hacker tedesco
- 10 marzo - Eva Herzigová, supermodella e attrice ceca
- 10 marzo - John LeCompt, chitarrista statunitense
- 10 marzo - Gabriele Mari, autore di giochi, educatore e scrittore italiano
- 10 marzo - Takeshi Matsu, fumettista giapponese
- 10 marzo - Fernando Medina, economista e politico portoghese
- 10 marzo - Christopher Roy Sutton, ex calciatore e allenatore di calcio inglese
- 10 marzo - Dan Swanö, cantante, chitarrista e batterista svedese
- 10 marzo - Mauricio Taricco, ex calciatore argentino
- 10 marzo - Geert Verheyen, ex ciclista su strada belga
- 11 marzo - Damián Álvarez Arcos, ex calciatore messicano
- 11 marzo - Thomas Christiansen, allenatore di calcio e ex calciatore danese
- 11 marzo - Martin Hiden, allenatore di calcio e ex calciatore austriaco
- 11 marzo - Iain McKinney, ex cestista britannico
- 11 marzo - Paweł Michalski, alpinista polacco
- 11 marzo - Makoto Minamiyama, ex cestista giapponese
- 11 marzo - Vedin Musić, ex calciatore bosniaco
- 11 marzo - Volodymyr Musolitin, ex calciatore ucraino
- 11 marzo - Tomasz Rząsa, ex calciatore polacco
- 11 marzo - Massimiliano Salini, politico italiano
- 11 marzo - Ippolito Sanfratello, ex pattinatore di velocità in-line e pattinatore di velocità su ghiaccio italiano
- 11 marzo - Ronny Støbakk, ex calciatore norvegese
- 12 marzo - Vytautas Apanavičius, ex calciatore lituano
- 12 marzo - Ardian Behari, ex calciatore albanese
- 12 marzo - Jones Mwewa, calciatore zambiano († 2011)
- 12 marzo - Márcio Faria de Azevedo, ex cestista brasiliano
- 12 marzo - Maggie Nelson, scrittrice e poetessa statunitense
- 12 marzo - Santi Pulvirenti, compositore italiano
- 12 marzo - Javier Saavedra, ex calciatore messicano
- 12 marzo - Igor Zaniolo, ex calciatore italiano
- 13 marzo - Michele Borghetti, damista italiano
- 13 marzo - Edgar Davids, allenatore di calcio, dirigente sportivo e ex calciatore olandese
- 13 marzo - David Draiman, cantante statunitense
- 13 marzo - Mihai Drăguș, ex calciatore rumeno
- 13 marzo - Allison Higson, ex nuotatrice canadese
- 13 marzo - Bobby Jackson, ex cestista e allenatore di pallacanestro statunitense
- 13 marzo - Trezelle Jenkins, ex giocatore di football americano statunitense
- 13 marzo - Kim Hyun-soo, allenatore di calcio e ex calciatore sudcoreano
- 13 marzo - Massimiliano Napolitano, ex ciclista su strada italiano
- 13 marzo - Pan Yi, ex calciatore cinese
- 13 marzo - Fatuma Roba, ex maratoneta etiope
- 13 marzo - Joelle Schad, ex tennista dominicana
- 13 marzo - Serena Sinigaglia, regista italiana
- 13 marzo - Dan Wilkinson, ex giocatore di football americano statunitense
- 13 marzo - Ólafur Darri Ólafsson, attore, produttore cinematografico e sceneggiatore islandese
- 14 marzo - Ilir Alliu, ex calciatore albanese
- 14 marzo - Betsy Brandt, attrice statunitense
- 14 marzo - Nunzio Coppola, militare italiano
- 14 marzo - Roger De Menech, politico italiano
- 14 marzo - Dariusz Gilman, ex schermidore polacco
- 14 marzo - Helmut Oblinger, canoista austriaco
- 14 marzo - Predrag Pažin, ex calciatore bosniaco
- 14 marzo - Caroline Powell, cavallerizza neozelandese
- 14 marzo - Shūhei Yomoda, allenatore di calcio e ex calciatore giapponese
- 15 marzo - Agustín Aranzábal, ex calciatore spagnolo
- 15 marzo - Sergio Barila, ex calciatore spagnolo
- 15 marzo - Ljubov' Galkina, tiratrice a segno russa
- 15 marzo - Josip Gašpar, ex calciatore croato
- 15 marzo - Thomas Knutti, politico svizzero
- 15 marzo - Ángel Núñez Fernández, ex cestista cubano
- 15 marzo - Flavio Santi, scrittore, poeta e traduttore italiano
- 15 marzo - José Luís Vidigal, ex calciatore e dirigente sportivo portoghese
- 16 marzo - Darius Hall, ex cestista statunitense
- 16 marzo - Ilze Ieviņa, ex cestista e allenatrice di pallacanestro lettone
- 16 marzo - Tim Kang, attore statunitense
- 16 marzo - Florian Lukas, attore tedesco
- 16 marzo - Francesca Mariotti, manager italiana
- 16 marzo - Andrej Mizurov, ex ciclista su strada kazako
- 16 marzo - Nery Ortiz, ex calciatore paraguaiano
- 16 marzo - Fernando Platas, tuffatore messicano
- 16 marzo - Inger Støjberg, politica danese
- 17 marzo - Hafid Aggoune, scrittore francese
- 17 marzo - Belhassen Aloui, ex calciatore tunisino
- 17 marzo - Daniel Ballart, pallanuotista spagnolo
- 17 marzo - Alessio Chiodi, pilota motociclistico italiano
- 17 marzo - Caroline Corr, batterista e compositrice irlandese
- 17 marzo - Kolio Etuale, vescovo cattolico samoano
- 17 marzo - Amelia Heinle, attrice statunitense
- 17 marzo - Maher Kanzari, allenatore di calcio e ex calciatore tunisino
- 17 marzo - Shannon McNally, cantautrice statunitense
- 17 marzo - Bancha Nunart, giocatore di calcio a 5 thailandese
- 17 marzo - Dario Ricci, giornalista italiano
- 17 marzo - César Augusto Sant'Anna, ex calciatore brasiliano
- 17 marzo - Simone Spada, regista e sceneggiatore italiano
- 17 marzo - Wang Manli, ex pattinatrice di velocità su ghiaccio cinese
- 17 marzo - Jerome Woods, ex giocatore di football americano statunitense
- 17 marzo - John-Laffnie de Jager, ex tennista sudafricano
- 18 marzo - Irina Banar, ex cestista moldava
- 18 marzo - Max Barry, scrittore australiano
- 18 marzo - Patrizia Bassis, ex sciatrice alpina italiana
- 18 marzo - Marcus Chait, attore statunitense
- 18 marzo - Hu Yunfeng, ex calciatore cinese
- 18 marzo - Rob Johnson, ex giocatore di football americano statunitense
- 18 marzo - Ânderson Lima, ex calciatore brasiliano
- 18 marzo - Éric Micoud, ex cestista francese
- 18 marzo - Artan Pali, ex calciatore albanese
- 18 marzo - Gaby Ruiz, ex cestista spagnolo
- 18 marzo - Rita Statte, imprenditrice, produttrice cinematografica e attrice italiana
- 18 marzo - Serap Yücesir, ex cestista turca
- 19 marzo - Meritxell Batet, politica spagnola
- 19 marzo - Halina Bašlakova, pentatleta bielorussa
- 19 marzo - Marjo Berasategui, attrice e modella spagnola
- 19 marzo - Brant Bjork, musicista e produttore discografico statunitense
- 19 marzo - Oliver Braun, ex cestista tedesco
- 19 marzo - Rodrigo Chagas, allenatore di calcio e ex calciatore brasiliano
- 19 marzo - Bun B, rapper statunitense
- 19 marzo - Elia Galera, attrice e conduttrice televisiva spagnola
- 19 marzo - Edyta Koryzna, ex cestista polacca
- 19 marzo - Miljenko Kovačić, calciatore croato († 2005)
- 19 marzo - Simmone Jade Mackinnon, attrice australiana
- 19 marzo - Sergej Makarov, ex giavellottista russo
- 19 marzo - John Michels, ex giocatore di football americano statunitense
- 19 marzo - Emma Pavanelli, politica italiana
- 19 marzo - Edith Rozsa, ex sciatrice alpina canadese
- 19 marzo - Vágner Rogério Nunes, ex calciatore brasiliano
- 20 marzo - Sofiane Boulaya, ex cestista e allenatore di pallacanestro algerino
- 20 marzo - Alvise Casellati, direttore d'orchestra italiano
- 20 marzo - Natal'ja Chruščelëva, ex mezzofondista e velocista russa
- 20 marzo - Jane March, attrice e ex modella britannica
- 20 marzo - Ronna Romney McDaniel, politica statunitense
- 20 marzo - Mario Petrone, allenatore di calcio e ex calciatore italiano
- 20 marzo - Jaime Sánchez Fernández, ex calciatore spagnolo
- 20 marzo - Joel Shearer, cantautore statunitense
- 20 marzo - Rob Tallas, allenatore di hockey su ghiaccio e ex hockeista su ghiaccio canadese
- 20 marzo - Cedric Yarbrough, comico, attore e doppiatore statunitense
- 21 marzo - Vanessa Branch, attrice britannica
- 21 marzo - Natasha Kiss, ex attrice pornografica italiana
- 21 marzo - Kamel Kherkhache, ex calciatore algerino
- 21 marzo - Mario Lemme, allenatore di calcio e ex calciatore italiano
- 21 marzo - Ananda Lewis, modella e conduttrice televisiva statunitense († 2025)
- 21 marzo - Rustam Muradov, generale russo
- 21 marzo - Christian Nerlinger, ex calciatore e dirigente sportivo tedesco
- 21 marzo - Jerry Supiran, attore statunitense
- 21 marzo - Raffaella Zardo, conduttrice televisiva e showgirl italiana
- 22 marzo - Massimo Dall'Oglio, fumettista italiano
- 22 marzo - Luther Elliss, ex giocatore di football americano statunitense
- 22 marzo - Martina Fortkord, ex sciatrice alpina svedese
- 22 marzo - Beverley Knight, cantante e attrice teatrale britannica
- 22 marzo - Alex Padilla, politico statunitense
- 22 marzo - Alessandro Pierini, allenatore di calcio e ex calciatore italiano
- 22 marzo - Zara Salim Davidson, malaysiana
- 22 marzo - Christopher Wheeldon, coreografo e ex ballerino britannico
- 22 marzo - Reza Zarkhanli, ex calciatore e ex giocatore di calcio a 5 iraniano
- 23 marzo - Delphine Batho, politica e ambientalista francese
- 23 marzo - Stefano Casagranda, ex ciclista su strada italiano
- 23 marzo - Christianne Casimir, ex pentatleta tedesca
- 23 marzo - Federico Di Pofi, doppiatore italiano
- 23 marzo - Jerzy Dudek, dirigente sportivo e ex calciatore polacco
- 23 marzo - Michela Fanini, ciclista su strada italiana († 1994)
- 23 marzo - Mirwaiz Umar Farooq, politico e religioso indiano
- 23 marzo - Jason Kidd, allenatore di pallacanestro e ex cestista statunitense
- 23 marzo - Felix Kramer, attore tedesco
- 23 marzo - Milorad Mažić, arbitro di calcio serbo
- 23 marzo - David Vaughn, ex cestista statunitense
- 24 marzo - Jacek Bąk, ex calciatore polacco
- 24 marzo - Steve Corica, allenatore di calcio e ex calciatore australiano
- 24 marzo - Marcelo Delgado, allenatore di calcio e ex calciatore argentino
- 24 marzo - Mette Jacobsen, ex nuotatrice danese
- 24 marzo - Stefan Merriman, pilota motociclistico australiano
- 24 marzo - Craig G, rapper statunitense
- 24 marzo - Maja Palaveršić, ex tennista croata
- 24 marzo - Debbie-Ann Parris, ex ostacolista e velocista giamaicana
- 24 marzo - Jim Parsons, attore e produttore televisivo statunitense
- 24 marzo - Ville Peltonen, ex hockeista su ghiaccio finlandese
- 24 marzo - Sakura Tange, doppiatrice e cantante giapponese
- 24 marzo - Sylwia Wlaźlak, ex cestista polacca
- 25 marzo - Massimiliano Alto, doppiatore e direttore del doppiaggio italiano
- 25 marzo - B'eirth, cantante statunitense
- 25 marzo - Giulio Camagni, fumettista e pittore italiano
- 25 marzo - Donato Carrisi, scrittore, sceneggiatore e drammaturgo italiano
- 25 marzo - Walter Bandeira da Costa, ex cestista e allenatore di pallacanestro angolano
- 25 marzo - Michaela Dorfmeister, ex sciatrice alpina austriaca
- 25 marzo - Anders Fridén, cantante, musicista e compositore svedese
- 25 marzo - María José Gaidano, allenatrice di tennis e ex tennista argentina
- 25 marzo - Andrej Nikolišin, ex hockeista su ghiaccio russo
- 25 marzo - Bob Sura, ex cestista statunitense
- 25 marzo - Pax Whitehead, ex cestista statunitense
- 26 marzo - Matt Burke, ex rugbista a 15 e allenatore di rugby a 15 australiano
- 26 marzo - Sébastien Charpentier, pilota motociclistico francese
- 26 marzo - Alberto Desiderio, ex giavellottista italiano
- 26 marzo - Dejan Jovanovski, ex cestista macedone
- 26 marzo - Ivica Jurković, ex cestista sloveno
- 26 marzo - T. R. Knight, attore statunitense
- 26 marzo - Ivica Kralj, ex calciatore montenegrino
- 26 marzo - Larry Page, imprenditore statunitense
- 26 marzo - Cristina Sivieri Tagliabue, giornalista e scrittrice italiana
- 26 marzo - Worachai Surinsirirat, allenatore di calcio e ex calciatore thailandese
- 27 marzo - Steve Drew, pilota motociclistico statunitense
- 27 marzo - Imanol Etxeberria, ex calciatore spagnolo
- 27 marzo - Gianluca Gatti, ex calciatore sammarinese
- 27 marzo - Rui Jorge, allenatore di calcio e ex calciatore portoghese
- 27 marzo - Francesca Pettinelli, cantante, attrice e ballerina italiana
- 27 marzo - Pablo Pozo, arbitro di calcio cileno
- 27 marzo - Shay Sights, attrice pornografica canadese
- 28 marzo - Udeme Ekpeyong, ex velocista nigeriano
- 28 marzo - Kanako Itō, cantante giapponese
- 28 marzo - Björn Kuipers, ex arbitro di calcio olandese
- 28 marzo - Sergej Lelekin, ex ciclista su strada russo
- 28 marzo - Rochelle Martin, ex rugbista a 15 e vigile del fuoco neozelandese
- 28 marzo - Alessandro Montagnoli, politico italiano
- 28 marzo - Matt Nathanson, cantautore statunitense
- 28 marzo - Jacobo Odriozola, ex cestista spagnolo
- 28 marzo - Umaga, wrestler samoano americano († 2009)
- 29 marzo - Brad Bridgewater, ex nuotatore statunitense
- 29 marzo - Cash Casia, modella e attrice statunitense
- 29 marzo - Augusto Di Muri, allenatore di calcio e ex calciatore italiano
- 29 marzo - Marcos Lencina, ex calciatore argentino
- 29 marzo - Brandi Love, attrice pornografica statunitense
- 29 marzo - Troy McIntosh, velocista bahamense
- 29 marzo - Marc Overmars, dirigente sportivo e ex calciatore olandese
- 29 marzo - Andrea Pais De Libera, ex bobbista italiano
- 29 marzo - Johan Petersson, ex pallamanista svedese
- 29 marzo - Barbara Pitotti, doppiatrice italiana
- 29 marzo - Tom Saintfiet, allenatore di calcio e ex calciatore belga
- 29 marzo - Sebastiano Siviglia, dirigente sportivo, allenatore di calcio e ex calciatore italiano
- 29 marzo - Steve Smith, ex altista britannico
- 29 marzo - Zlatan Vanev, ex sollevatore bulgaro
- 29 marzo - Francesco Verso, scrittore, curatore editoriale e traduttore italiano
- 29 marzo - Maurice Whitfield, ex cestista statunitense
- 30 marzo - Brian Behlendorf, programmatore e dirigente d'azienda statunitense
- 30 marzo - Mubarak Mustafa, ex calciatore qatariota
- 30 marzo - Adam Goldstein, disc jockey statunitense († 2009)
- 30 marzo - Jan Koller, ex calciatore ceco
- 30 marzo - Øyvind Nordtveit, allenatore di calcio e ex calciatore norvegese
- 30 marzo - Marijo Osibov, allenatore di calcio e ex calciatore croato
- 30 marzo - Sophie von Saldern, ex cestista tedesca
- 30 marzo - Rachel Shabi, giornalista e scrittrice israeliana
- 30 marzo - Kareem Streete-Thompson, ex lunghista e velocista
- 31 marzo - Giordano De Plano, attore italiano
- 31 marzo - Gabriel Esparza, ex taekwondoka spagnolo
- 31 marzo - Simona Fruzzetti, scrittrice e blogger italiana
- 31 marzo - Claudio Paris, ex calciatore argentino
- 31 marzo - Luca Peyron, presbitero e saggista italiano
- 31 marzo - Paolo Prato, ex cestista italiano
- 31 marzo - Sun Jianjun, allenatore di calcio e ex calciatore cinese
- 31 marzo - David Vanterpool, allenatore di pallacanestro, dirigente sportivo e ex cestista statunitense
- 31 marzo - Linda Ydeskog, ex sciatrice alpina svedese